# Coupe de Tunisie masculine de handball 2021-2022
Navigation
Coupe de Tunisie 2020-2021 Coupe de Tunisie 2022-2023
La coupe de Tunisie 2021-2022 est la 66e édition de la coupe de Tunisie masculine de handball, compétition à élimination directe mettant aux prises des clubs de handball amateurs et professionnels affiliés à la Fédération tunisienne de handball.

## Résultats

### 1ertour
- FS Ras Jebel 22 - 45 AS Medjez el-Bab
- US Gremda - Olympique Monastir (retrait Olympique Monastir)
- Kalâa Sport 27 - 29 SC Djerba
- Sporting Gafsa - ES Hammam Sousse (retrait ES Hammam Sousse)
- US Témimienne 35 - 30 Ezzahra Handball
- CH Sidi Bouzid 18 - 31 CS Hilalien
- Stade zaghounais - Club Meknassy (retrait Club Meknassy)
- SC Moknine 35 - 18 JS Kairouan
- JS Maamoura 27 - 25 HBC Tébourba
- CHB Gabès 35 - 25 Jendouba Sports
- ASH Ariana - US Sayada (retrait US Sayada)
- JS Grombalia - JS Chihia (retrait JS Chihia)
- El Fouledh Sport 16 - 27 Stade tunisien
- El Menzah Sport 36 - 35 CO Médenine
- CS Hiboun 31 - 20 CS Marsa
- Stade nabeulien 29 - 28 CA Bizerte

### 2etour
- AS Medjez el-Bab - CS Djerba (retrait CS Djerba)
- JS Grombalia 33 - 32 Stade zaghounais
- El Menzah Sport 21 - 27 Stade tunisien
- CS Hiboun 31 - 33 CS Hilalien
- SC Moknine 30 - 23 Stade nabeulien
- CHB Gabès 36 - 32 US Gremda
- US Témimienne 28 - 14 JS Maamoura
- ASH Ariana - CS Gafsa (forfait CS Gafsa)

### 3etour
- JS Grombalia 34 - 41 Stade tunisien
- CS Hilalien 22 - 23 SC Moknine
- ASH Ariana - US Témimienne (forfait ASH Ariana)
- AS Medjez el-Bab - CHB Gabès (retrait CHB Gabès)

### Huitièmes de finale
Les résultats des huitièmes de finale sont les suivants :
| Date         | Club recevant   | Score   | Club visiteur        |
| ------------ | --------------- | ------- | -------------------- |
| 2 avril 2022 | SC Moknine      | 26 – 33 | ES Tunis             |
| 2 avril 2022 | ES Sahel        | 25 – 18 | CS M'saken           |
| 2 avril 2022 | CHB Ksour Essef | 35 – 37 | AS Medjez el-Bab     |
| 2 avril 2022 | US Témimienne   | 30 – 28 | EBS Béni Khiar       |
| 2 avril 2022 | CS Sakiet Ezzit | 25 – 27 | Club africain        |
| 2 avril 2022 | CH Jemmal       | 31 – 28 | Stade tunisien       |
| 2 avril 2022 | AS Hammamet     | 25 – 26 | Olympique de Soliman |
| 2 avril 2022 | EM Mahdia       | 24 – 22 | AS Téboulba          |

### Quarts de finale
Les résultats des quarts de finale sont les suivants :
| Date          | Club recevant        | Score   | Club visiteur  |
| ------------- | -------------------- | ------- | -------------- |
| 20 avril 2022 | AS Medjez el-Bab     | 31 – 20 | EM Mahdia      |
| 20 avril 2022 | ES Tunis             | 34 – 29 | Stade tunisien |
| 20 avril 2022 | Olympique de Soliman | 28 – 31 | Club africain  |
| 20 avril 2022 | ES Sahel             | 32 – 25 | US Témimienne  |

### Demi-finales
Les résultats des demi-finales sont les suivants :
| Date          | Club recevant    | Score        | Club visiteur |
| ------------- | ---------------- | ------------ | ------------- |
| 30 avril 2022 | AS Medjez el-Bab | 25 – 30      | ES Tunis      |
| 30 avril 2022 | ES Sahel         | 28 – 29a. p. | Club africain |

### Finale
La finale de la coupe, organisée le 11 mai à la salle omnisports de Radès, est interrompue à la dixième minute de jeu sur un score de 5-5 à la suite d'incidents et actes de violence qui ont lieu entre les supporters des deux clubs ; la finale est reportée à une date ultérieure.
| Date             | Club recevant | Score   | Club visiteur |
| ---------------- | ------------- | ------- | ------------- |
| 3 septembre 2022 | Club africain | 27 – 33 | ES Tunis      |